# Metapelma riparia
Metapelma riparia är en stekelart som beskrevs av Prinsloo 1985. Metapelma riparia ingår i släktet Metapelma och familjen hoppglanssteklar.
Artens utbredningsområde är Namibia. Inga underarter finns listade i Catalogue of Life.